# Маккормак, Майкл Фрэнсис
Майкл Фрэнсис Маккормак (англ. Michael Francis McCormack; род. 2 августа 1964, Уогга-Уогга) — австралийский политик, лидер Национальной партии и заместитель премьер-министра (2018—2021).

## Биография
Провёл детство на семейной ферме, начал журналистскую карьеру в местной газете города Уогга-Уогга «Daily Advertiser», и уже в 27 лет стал её главным редактором. В 1993 году опубликовал в этой газете редакционную статью об австралийских геях и проблеме СПИДа, которая была воспринята как гомофобная, и позднее Маккормак приносил за неё извинения (статья содержала в числе прочих следующую фразу: «К несчастью, геи здесь, и если болезнь, распространению которой способствовало их противоестественное поведение, не уничтожит человечество, они здесь останутся»). В 2010 году избран от Национальной партии в Палату представителей от округа Риверина, на территории которого провёл всю жизнь (сменил ушедшую в отставку Кей Халл, чьими предвыборными кампаниями в прошлом руководил).
После парламентских выборов 2013 года назначен парламентским секретарём министра финансов, в сентябре 2015 года — помощником заместителя премьер-министра, тогдашнего лидера Национальной партии Уоррена Трасса. В феврале 2016 года в ходе серии кадровых перемещений в правительстве после отставки Трасса, назначен помощником министра обороны. Позднее в том же году состоялись очередные выборы, за ними последовала реорганизация правительства, и Маккормак получил портфель министра малого предпрнимательства.
В должности министра малого предпринимательства курировал Австралийское бюро статистики и в 2016 году оказался под огнём критики после срыва проводившейся онлайн переписи населения из-за хакерской атаки, но отказался уйти в отставку.
26 февраля 2018 года на специальном совместном заседании членов обеих палат парламента от Национальной партии избран после отставки Барнаби Джойса новым лидером.
20 июня 2021 года проиграл выборы лидера партии и заместителя премьер-министра Австралии своему предшественнику Барнаби Джойсу.